# Rosenheimer Platz 4

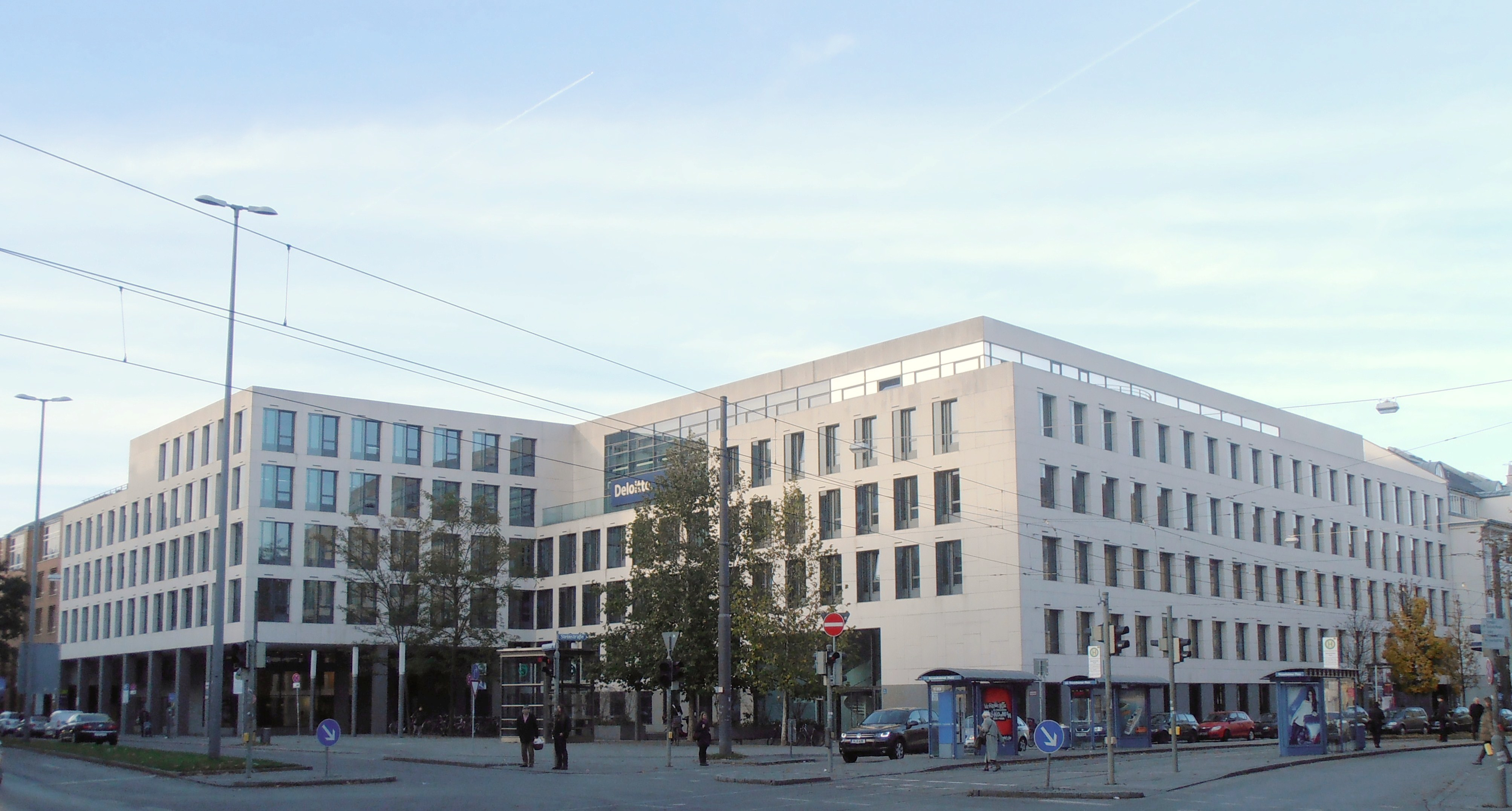
Bürohaus Rosenheimer Platz 4

Das Bürohaus am Rosenheimer Platz 4 steht an der nordwestlichen Ecke des Platzes im Münchner Stadtteil Haidhausen. Durch den Neubau des Gebäudes wurde eine lange Zeit dort gewesene große Baulücke gefüllt und damit die Anlage des Rosenheimer Platzes vollendet.

## Standort

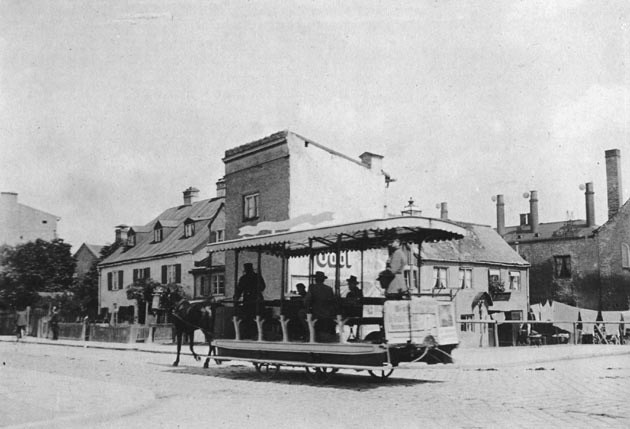
Der heutige Standort des Bürohauses Ecke Rosenheimer-/Steinstraße 1898

Das Bürohaus steht an der nordwestlichen Ecke des Rosenheimer Platzes, der Einmündung der Steinstraße in die Rosenheimer Straße. Den außerdem noch von der Kellerstraße begrenzten dreieckigen Straßenblock teilt es sich mit einem westlich an der Rosenheimer Straße unmittelbar ans Gebäude angrenzenden Hotel, dem Verwaltungsgebäude der GEMA und, noch weiter westlich, dem Gasteig; nördlich, an der Steinstraße grenzen Wohnhäuser an das Bürogebäude.
Der Standort ist Teil eines früher Auf der Lüften genannten Flurstücks, nördlich grenzte das Gelände des Bürgerbräukellers an. Zwischen den Weltkriegen stand an dieser Straßenecke ein fünfgeschossiges Wohngebäude Nach dem Zweiten Weltkrieg wurde das Grundstück zeitweise als Flaschenlager genutzt, seit Errichtung der Nachbargebäude in den 1980er Jahren befand sich hier ein Parkplatz. Von den jeweils doppelreihigen Nachbargebäuden – dem Hotel an der Rosenheimer und den Wohnhäusern an der Steinstraße – grenzten insgesamt vier Gebäudeflügel an das Eckgrundstück, so dass durch den Neubau zu beiden Seiten ein Innenhof geschlossen wurde.

## Gebäude
Das vier- bis sechsgeschossige Gebäude wurde von der inzwischen gelösten Architektengemeinschaft Katrin Hootz und Marco Goetz im Auftrag der Bayerischen Hausbau geplant, nachdem zuvor ein Vorschlag eines anderen Büros keinen Gefallen gefunden hatte. Es umschließt brutto 104.860 Kubikmeter Raum über 25.540 Quadratmetern Geschossfläche, davon etwa 20.000 Quadratmeter zur Hauptnutzung. Fertigstellung war im Januar 2002. Zur Straßenecke hin ist das Gebäude konkav zurückgenommen, so dass eine Plaza entstand. Unterschiedliche Traufhöhen ermöglichen eine Anbindung an die Höhen der zur Bauzeit bereits vorhandenen Nachbargebäude und bewirken zur Rosenheimer Straße hin eine lebhafte Gliederung, die hier auch durch unterschiedliche Fenstergrößen – sie fallen erst auf den zweiten Blick auf – erfolgt. Zur Steinstraße hin – mit ihren Wohnbauten vorstädtischeren Charakters – ist die Fassade homogener und, aufgrund der dort kleineren Fenster, geschlossener als zur in die Innenstadt führenden Rosenheimer Straße. Das Haus ist zu den Straßenseiten hin einheitlich mit eierschalfarbenem Portugiesischem Kalkstein verkleidet, so dass trotz der Unterschiede in der Fassadengestaltung ein einheitlicher Gesamteindruck entsteht.
Der einheitliche Gesamteindruck wird verstärkt durch die markanten Fenster, mit denen die den Straßen zugewandten Gebäudeseiten ausgestattet sind. Es handelt sich um sogenannte Hybridfenster, eine Kombination von Einfachfenster und Kastenfenster: Ein Teil ist wie ein normales Fenster ganz zu öffnen, der zweite Teil hat ein schmales fest verglastes Vorfenster, so dass man beim Öffnen vor Straßenlärm und Wetter geschützt bleibt. Ähnliche Fenster finden sich am von denselben Architekten umgebauten Victoria-Haus am Lenbachplatz.
Am westlichen Ende, zum benachbarten Hotel an der Rosenheimer Straße sind zweistöckige Arkaden angelegt. An der Nordseite, zur Steinstraße hin, sind die Arkaden einstöckig; sie erhielten durch einen ungewöhnlichen dreieckigen Pfeilerquerschnitt einen geschlosseneren Charakter. Aufgrund von Bauvorgaben seitens der Stadt waren Arkaden an der Steinstraße vorgeschrieben.
Sockel und Pfeiler des Gebäudes sind in grau gehalten, an der Rückseite teilweise die Fassade in ganzer Höhe. Im Gebäudeinnenhof, teilweise auch im mit den benachbarten Wohnbauten geformten weiteren Innenhof sind die Fassaden anstatt mit Kalkstein mit zwischen grün und blau changierenden Glaspaneelen verkleidet.
Die Plaza am Rosenheimer Platz liegt etwas niedriger als das Straßenniveau; bereits vor der Bebauung gab es hier aufgrund des Lehmabbaus zur Ziegelherstellung eine Geländestufe. Die Plaza wurde, wie auch die übrigen Außenanlagen – Innenhof und Garagenzufahrt –, vom Landschaftsarchitekturbüro Brandhoff Voß gestaltet.

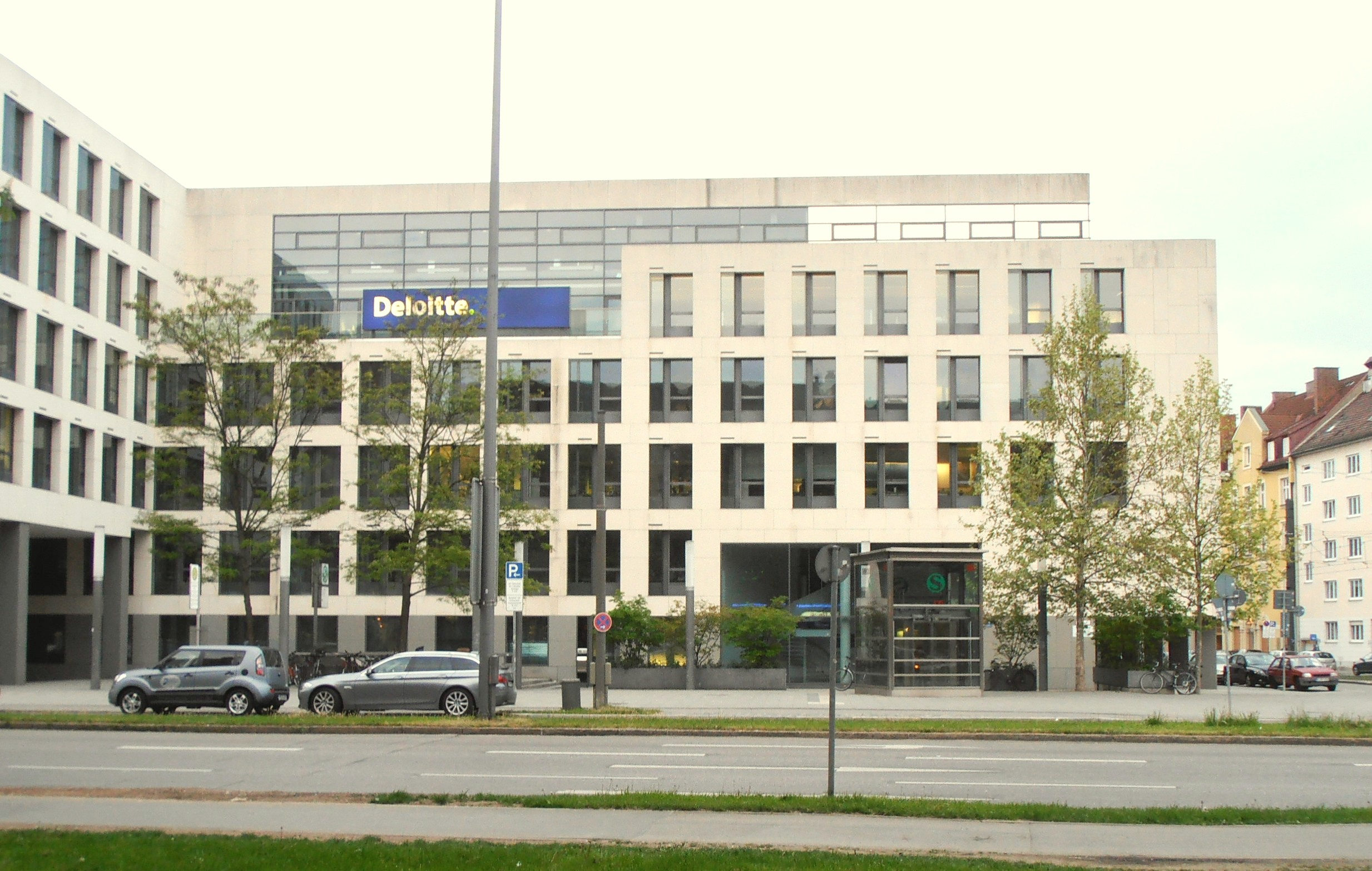
Unterschiedliche Fenstergrößen am Osttrakt
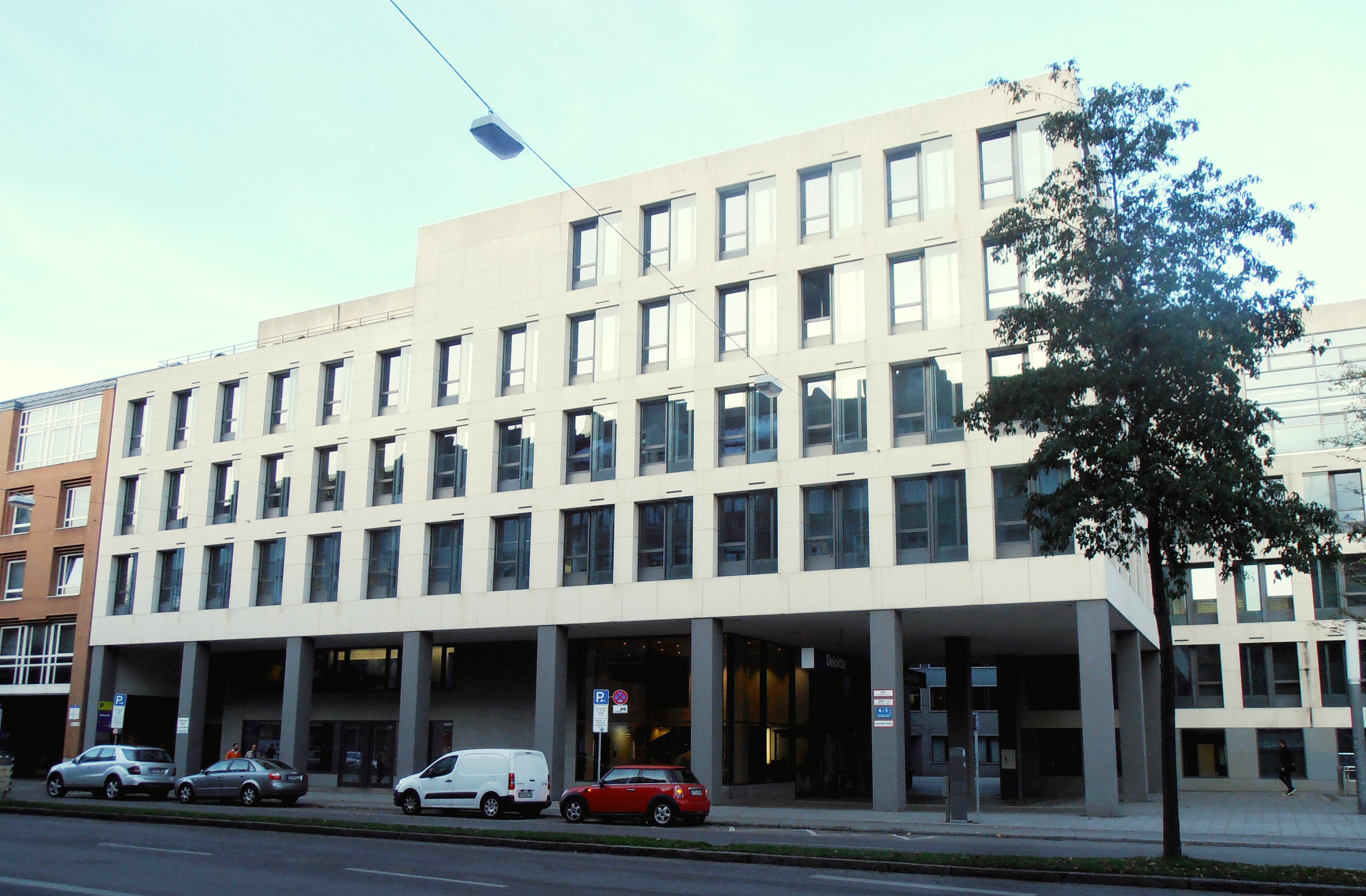
Arkaden an der Rosenheimer Straße
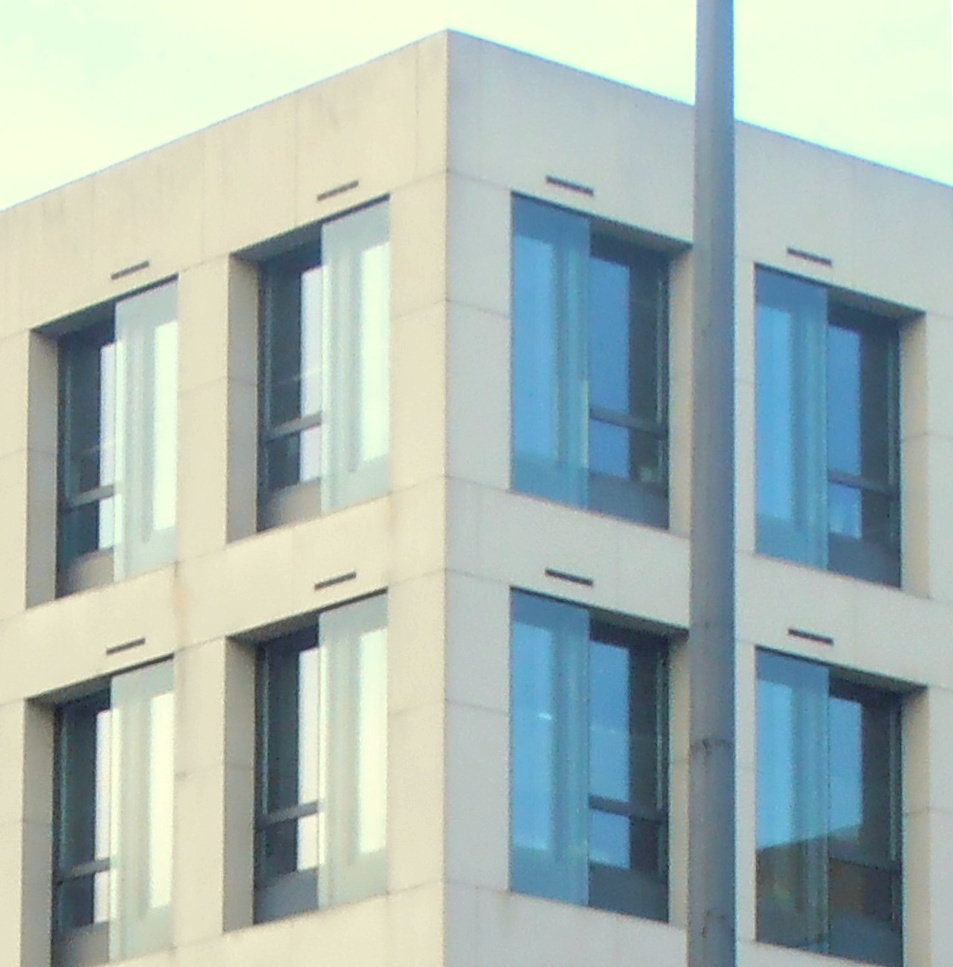
Hybridfenster mit dem charakteristischen Vorfenster

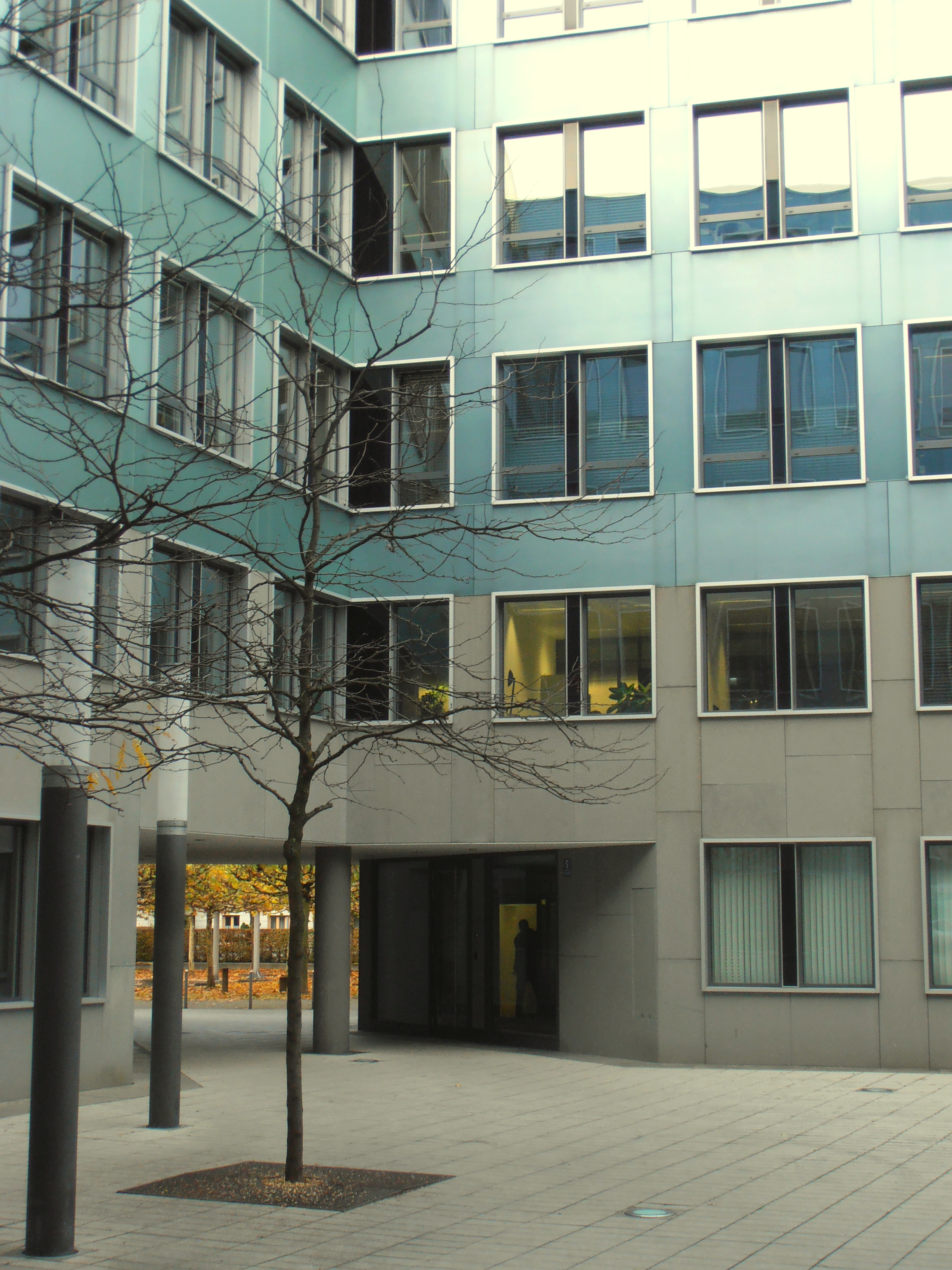
Innenhof
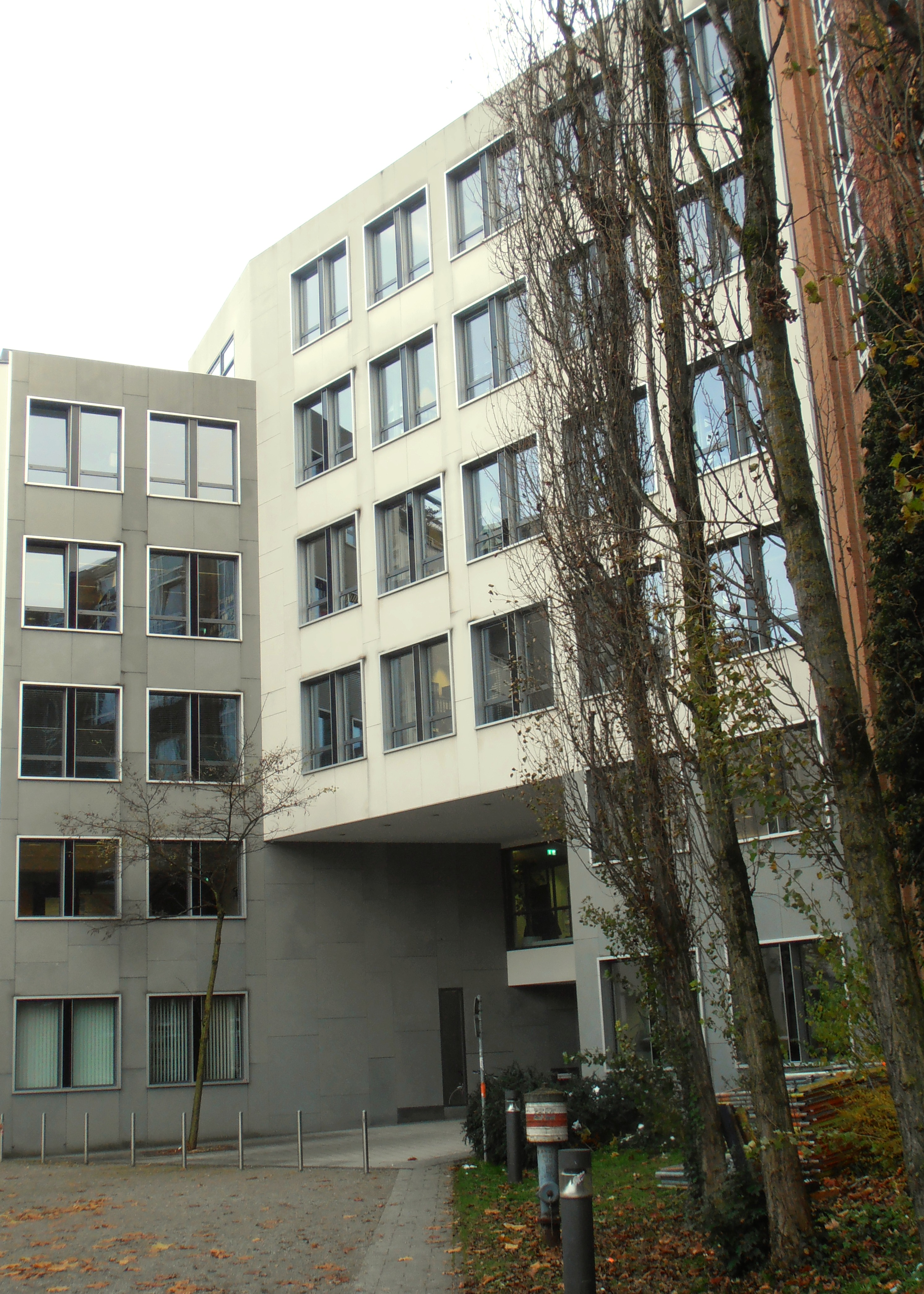
Rückseite
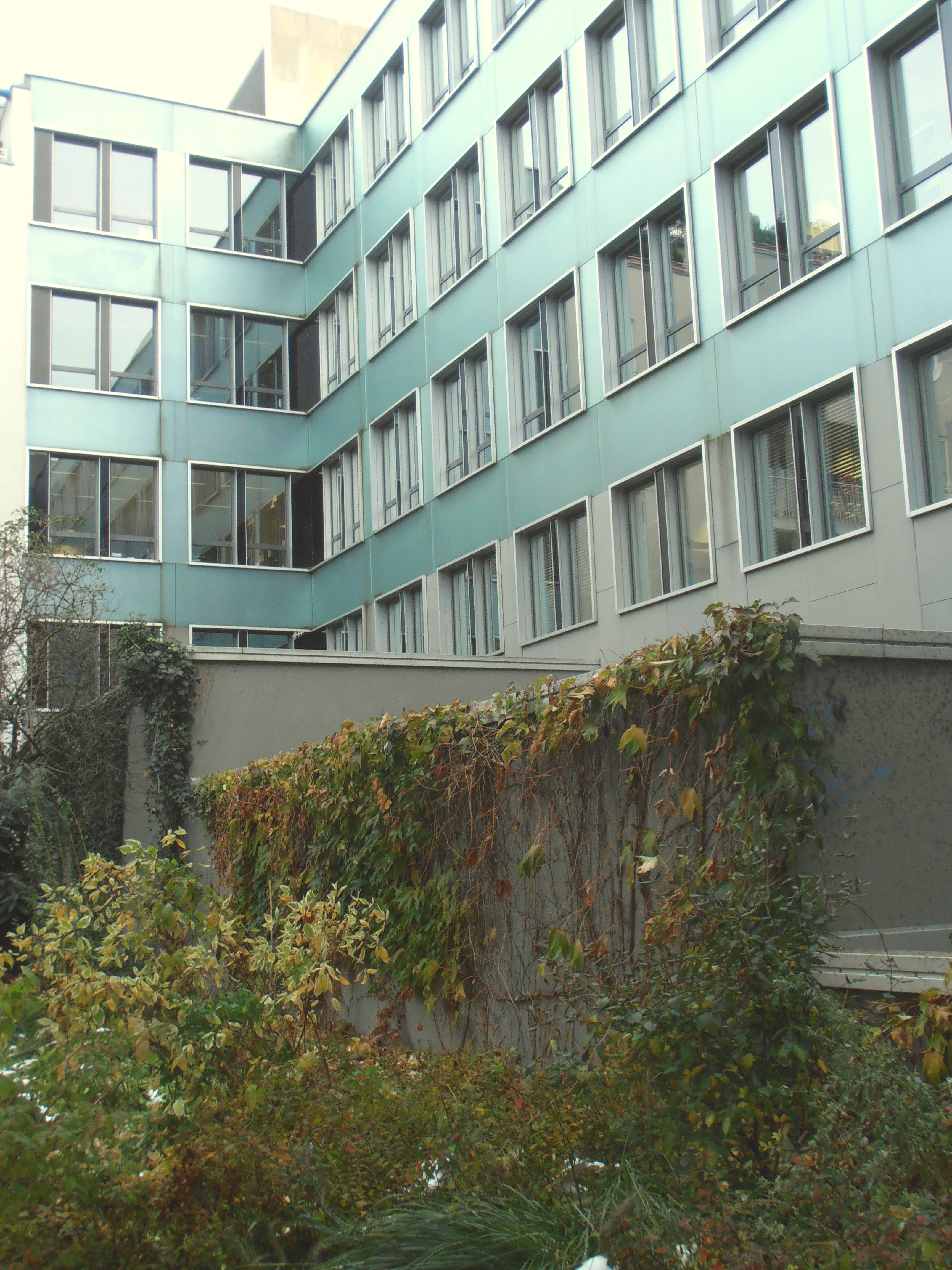
Hinterhof mit Dach der Garagenzufahrt

## Nutzung
Fast das gesamte Gebäude wird von der Hauptmieterin, der Unternehmensberatung Deloitte, genutzt, für die bereits in der Bauphase ein Nutzungskonzept erstellt wurde. Ein kleiner Teil des Hauses ist von einer Anwaltskanzlei angemietet. Im Erdgeschoss findet sich keine Laden- oder Gastronomienutzung, weder im Innenhof, noch unter den Arkaden zur Straßenseite. Teilweise sind die Fensterflächen hier mit spiegelnder Folie belegt, so dass ein abweisender Eindruck entsteht.